# ФК Аргентинос јуниорс
Аргентинос јуниорс (шп. Asociación Atlética Argentinos Juniors) аргентински је фудбалски клуб из предграђа Буенос Ајреса. 

## Историја
Клуб наступа у аргентинској Првој лиги. Један је од осам аргентинских прволигаша који су освојили Копа Либертадорес. Континентални трофеј освојен је на првом наступу 1985. године. Најупечатљивији знак овог клуба је добар рад са млађим категоријама, открили су неке од најталентованијих фудбалера у историји аргентинског фудбала, као што је Дијего Армандо Марадона.

## Успеси
- 1 х Победник Копа Либертадорес: 1985.
- 1 х Победник Копа Интерамерикана: 1986.

- 2 х Шампион Аргентине: 1948 (првенство Метрополитано) и 1985 (првенство Насионал)
- 2 х Шампион Примере Б Насионал: 1955, 1996/1997.
- 1 х Шампион Примере Б (тада Сегунда дивисион): 1940.

- 1 х Вицешампион на Аматерске прве дивизије: 1926.
- 1 х Финалиста Копа Компетенсије у Амтерској првој дивизији: 1925.

## Познати фудбалери
- Дијего Армандо Марадона
- Убалдо Фиљол
- Естебан Камбијасо
- Фернандо Редондо
- Хуан Роман Рикелме
- Хулио Олартикоечеа